# Gerhard Tersteegen

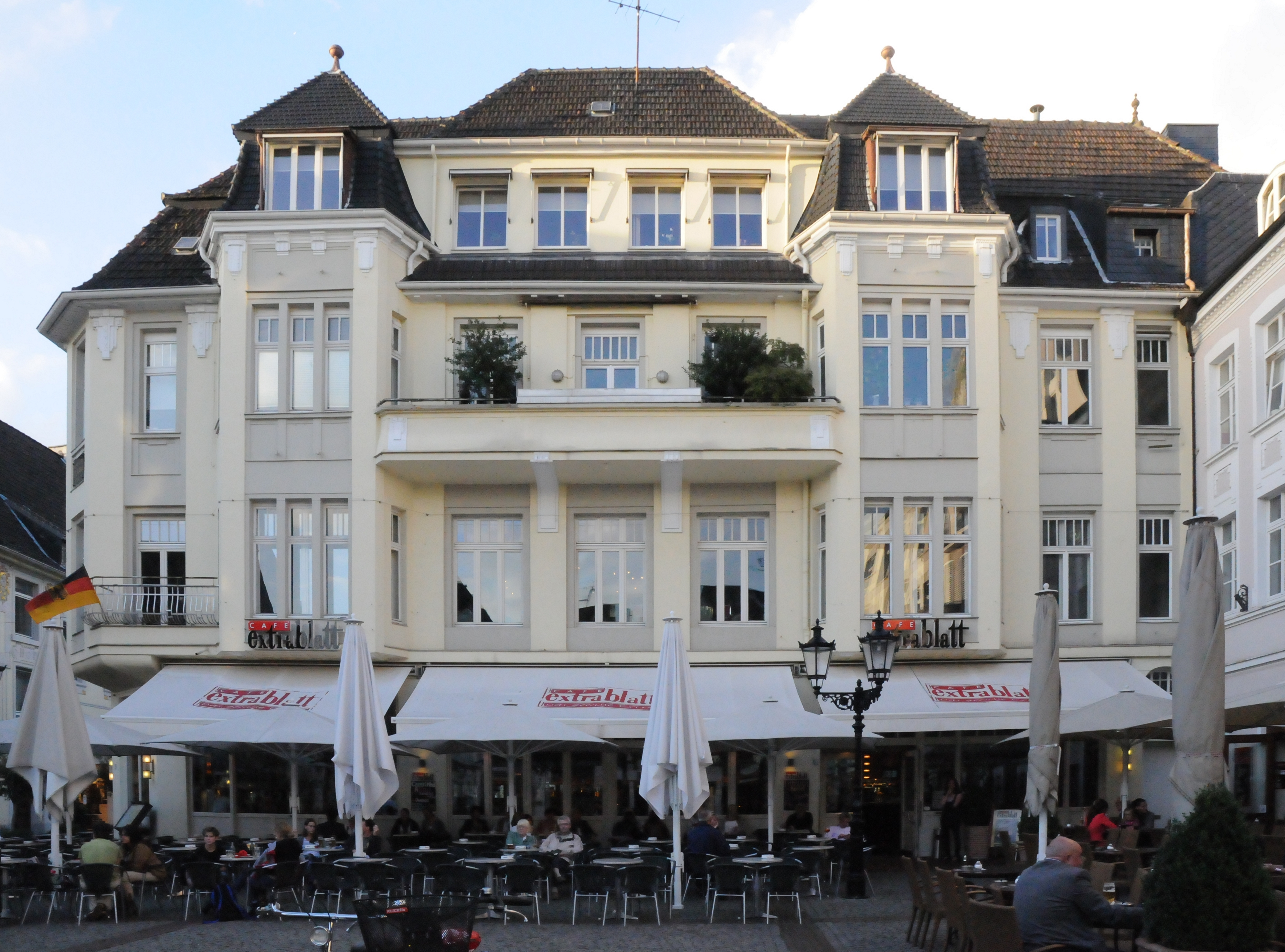
Geboorte centrum van Gerhard Tersteegen, Moers

Gerhard Tersteegen (Moers, 25 november 1697 - Mülheim an der Ruhr, 3 april 1769) was een protestantse, geestelijke lieddichter en mysticus. Hij geldt nu als belangrijk vertegenwoordiger van het Nederrijnse piëtisme.

## Uiterlijk
Van Tersteegen is geen portret bewaard; wat er is wordt bijvoorbeeld door anderstalige encyclopedieën, inclusief die van Wikipedia weliswaar afgedrukt maar met de toevoeging dat de afgebeelde zeer waarschijnlijk niet Gerhard Tersteegen is. Deutsche Post gedacht hem in zijn driehonderdste geboortejaar met een postzegel, zonder portret – alleen de jaartallen en een versregel: Ich bete an die Macht der Liebe.

## Levensloop
Tersteegen had eigenlijk zijn jonggestorven vader als koopman moeten opvolgen. Hoewel hij een goede opleiding genoot op de Latijnse school, waar hij ook Hebreeuws en Grieks leerde, was de familie te arm om voor hem een universitaire studie te kunnen betalen. Hij begon als handelaar, maar trok zich na enkele jaren uit dit bestaan terug om zich met het karig loon van een bandwever en later zonder vast inkomen volledig te wijden aan de zaak van God. Hij werd vermaard om zijn lekenpreken en zijn vele pastorale brieven, gebeden, vermaningen en vooral zijn liederen. Vele zijn bewaard, in bloemlezingen gedrukt, herdrukt.
In Meurs begon Tersteegen al vroeg piëtistische "Oefeningen" van Wilhelm Hoffmann te bezoeken, waar hij zelf ook het woord nam. Later werd hij predikant en hield geestelijke toespraken in het Bergse land. Zo sprak hij in zijn latere woonplaats Mülheim, in Mettmann, Homberg, Elberfeld en Barmen. In de door Joachim Neander bekend geworden Neandergrot preekte hij in de open lucht. Ook bevonden zich toen gasten uit de Nederlanden onder zijn publiek.

### Medische activiteiten
Talrijke mensen verdrongen zich in zijn huis om zich te laven aan de woorden van deze bescheiden, vrome spreker die tot verdriet van de predikanten in de buurt weinig moest hebben van het kerkelijke establishment en hun verlichte ideeën zoals die toen ook in de lutherse kerk van zijn dagen gangbaar waren.
Even geliefd werd hij om een reeks van poeders en zalfjes waar mensen met alle mogelijke kwalen baat bij schenen te hebben. En net als de dominees waren ook de artsen van zijn tijd niet blij met de concurrentie-om-niet uit Huize Tersteegen aan de Teinerstrasse 1 in Mühlheim. Zij zorgden zelfs voor een wet die in 1723 kwakzalverij buiten de beroepsartsen om verbood. Het gelukte Tersteegen echter om zijn vakkunde te laten erkennen, zodat hij een vergunning kreeg. Ondanks de weerstand van de toenmalige artsen tooien Duitse ziekenhuizen en seniorenwoningen zich tegenwoordig met de naam van deze achttiende-eeuwse amateur-genezer en raadsman.

### Betekenis van celibaat en bescheidenheid
Tersteegen bleef zijn leven lang ongetrouwd, leefde als een monnik, een asceet. In hem keerde na de tijden van de veertiende-eeuwse 'Broeders (en zusters) des gemenen levens' als Thomas a Kempis en Geert Grote, maar dan in het protestantisme, de geest terug van de Stille in den lande, de typisch ‘Nederrijnse’, innige spiritualiteit, alles zonder opsmuk, de behoefte ook om het met verkleinwoorden te zeggen: Das geistliche Blumengärtlein inniger Seelen (1905).
Hij wees de mensen die bij hem kwamen op de woorden van Lucas 14, om vooral niet de ereplaatsen uit te kiezen maar met de minste plaats genoegen te nemen.

## Weerstand tegen calvinisme
Net als zijn Engelse tijdgenoot John Wesley, grondlegger van het methodisme moest Tersteegen weinig hebben van het calvinisme en de 'Nadere Reformatie' en hun nadruk op de predestinatie, ondanks de verwantschap in 'innigheid en stilligheid' (Liedboek voor de Kerken, nr 388).

## Liederen van Tersteegen in Nederlandse liedboeken
In het Liedboek voor de Kerken van 1973, nog altijd het gezangboek voor de meeste protestantse kerken in Nederland, zijn vijf liederen van Tersteegen opgenomen, waarvan Komt kinderen, niet dralen… wellicht het meest bekend is. Een kleine keus, gezien het enorm aantal liedteksten van Tersteegens hand maar bepaald niet slecht voor iemand uit de achttiende eeuw. Niet opgenomen is het 'lied van de postzegel' uit 1997: Ich bete an die Macht der Liebe die sich in Jesu offenbart, ondanks de meeslepende melodie daarop van de Oekraïense componist Dmytro Bortnjansky. Dit lied is in Duitsland nog zeer populair (zoals bijvoorbeeld in de bundel Feiern & Loben, Nr 358) en is ook opgenomen in de bundel Geestelijke Liederen van de Vergadering van gelovigen.

## Conceptie in de moderne tijd

### Vermelding in het boek "Große Heilige" van Walter Nigg
De Zwitserse predikant, kerkhistoricus en hagiograaf Walter Nigg (1903-1988) nam Gerhard Tersteegen op in zijn boek Große Heilige (1946, Artemis Verlag Zürich; laatste druk: 2006, Diogenes, ibid.) de enige protestant tussen acht katholieken als Franciscus van Assisi, Franciscus van Sales en de beide Theresia’s.
Dat mag verbazen. Tersteegen verrichtte geen wonderen, had voor zover bekend geen verschijningen en geen wondertekenen; hij stichtte weliswaar een kloostertje maar dat overleefde hem nauwelijks. Hij schreef wel veel, maar geen doorwrochte vertogen, traktaten of constituties. Zijn leven was groots noch meeslepend.
In die zin steekt Tersteegen wat schamel af tussen Niggs acht anderen zoals de Spanjaard Juan de la Cruz en diens meesterlijke mystieke poëzie vanuit de kerker van de Inquisitie en ook de Franse Jeanne d'Arc met haar heroïsche veldslag tegen de Engelsen of de Zwitser Nicolaas van Flüe, die vrouw en tien kinderen, huis en haard verliet om het bestaan te leiden van een kluizenaar in Ränft (CH). En niet te vergeten het woeste leven van de verlichte idioot (aldus Nigg), de Pastoor van Ars.

### Voorstelling als mysticus
Bij zijn driehonderdste geboortedag vergeleek het Nederlandse dagblad Trouw Gerhard Tersteegen met een Russisch-orthodoxe starets of de zaddik bij de Oost-Europese chassidim.